# Carnivores Tour
Le Carnivores Tour est une tournée commune de trois groupes américains : Thirty Seconds to Mars, Linkin Park et AFI.
La tournée a été annoncée par Jared Leto, Chester Bennington et Mike Shinoda lors d'une conférence de presse aux MILK Studios de Los Angeles le 4 mars 2014.
Il n'y a pas de DVD pour cette tournée, mais le concert du 15 septembre à l'Hollywood Bowl a été retransmis en direct sur la plateforme VyRT et est téléchargeable et consultable en streaming payant sur cette même plateforme.

## Ordre d'apparition
1. AFI
2. Thirty Seconds to Mars
3. Linkin Park

## Liste des chansons

### AFI
1. The Leaving Song Pt. II
2. Girl's Not Grey
3. I Hope You Suffer
4. Medicate
5. Love Like Winter
6. 17 Crimes
7. The Days of the Phoenix
8. Silver and Cold
9. Miss Murder

### Thirty Seconds to Mars
Intro : Carmina Burana : O Fortuna
1. Up in the Air
2. Night of the Hunter
3. This Is War
4. Conquistador
5. Kings and Queens
6. Do or Die
7. City of Angels
8. End of All Days

Partie acoustique :
1. Alibi
2. Attack
3. The Kill (Bury Me)

Encore :
1. Closer to the Edge

### Linkin Park
1. Mashup Intro :
  - Session
  - 1stp Klosr
  - The Requiem
  - The Summoning
  - The Catalyst
2. Guilty All the Same
3. Given Up
4. With You
5. One Step Closer
6. Blackout
7. Papercut
8. Rebellion
9. Runaway
10. Wastelands
11. Castle of Glass
12. Medley :
  - Leave Out All the Rest
  - Shadow of the Day
  - Iridescent
13. Robot Boy
14. solo instrumental de Joe Hahn
15. Numb
16. Waiting for the End
17. Final Masquerade
18. Wretches and Kings / Remember the Name
19. Lying From You
20. Somewhere I Belong
21. In the End
22. Faint

Encore :
1. Burn It Down
2. Lost in the Echo
3. New Divide
4. Until It's Gone
5. What I've Done
6. Bleed It Out

## Dates de la tournée
| Date              | Ville           | État / Province  | Pays       | Lieu                                |
| ----------------- | --------------- | ---------------- | ---------- | ----------------------------------- |
| 8 août 2014       | West Palm Beach | Floride          | États-Unis | Cruzan Amphitheatre                 |
| 9 août 2014       | Tampa           | Floride          | États-Unis | Steinbrenner Field                  |
| 12 août 2014      | Charlotte       | Caroline du Nord | États-Unis | PNC Music Pavilion                  |
| 13 août 2014      | Bristow         | Virginie         | États-Unis | Jiffy Lube Live                     |
| 15 août 2014      | Camden          | New Jersey       | États-Unis | Susquehanna Bank Center             |
| 16 août 2014      | Mansfield       | Massachusetts    | États-Unis | Xfinity Center                      |
| 18 août 2014      | Holmdel         | New Jersey       | États-Unis | PNC Bank Arts Center                |
| 19 août 2014      | Wantagh         | New York         | États-Unis | Nikon at Jones Beach Theater        |
| 21 août 2014      | Darien Lake     | New York         | États-Unis | Darien Lake                         |
| 23 août 2014      | Montréal        | Québec           | Canada     | Parc Jean-Drapeau                   |
| 24 août 2014      | Toronto         | Ontario          | Canada     | Air Canada Centre                   |
| 26 août 2014      | Saint Paul      | Minnesota        | États-Unis | Minnesota State Fair                |
| 27 août 2014      | Winnipeg        | Manitoba         | Canada     | MTS Centre                          |
| 29 août 2014      | Tinley Oak      | Illinois         | États-Unis | First Midwest Bank Amphitheatre     |
| 30 août 2014      | Clarkston       | Michigan         | États-Unis | DTE Energy Music Theatre            |
| 5 septembre 2014  | The Woodlands   | Texas            | États-Unis | The Cynthia Woods Mitchell Pavilion |
| 6 septembre 2014  | Dallas          | Texas            | États-Unis | Gexa Energy Pavilion                |
| 8 septembre 2014  | Denver          | Colorado         | États-Unis | Fiddler's Green Amphitheatre        |
| 10 septembre 2014 | Phoenix         | Arizona          | États-Unis | US Airways Center                   |
| 11 septembre 2014 | Irvine          | Californie       | États-Unis | Verizon Wireless Amphitheatre       |
| 13 septembre 2014 | Quincy          | Washington       | États-Unis | The Gorge                           |
| 15 septembre 2014 | Los Angeles     | Californie       | États-Unis | Hollywood Bowl                      |
| 16 septembre 2014 | Chula Vista     | Californie       | États-Unis | Sleep Train Amphitheatre            |
| 18 septembre 2014 | Wheatland       | Californie       | États-Unis | Sleep Train Amphitheatre            |
| 19 septembre 2014 | Concord         | Californie       | États-Unis | Concord Pavilion                    |